# VV Elinkwijk in het seizoen 1967/68
Het seizoen 1967/1968 was het 14e jaar in het bestaan van de Utrechtse betaaldvoetbalclub Elinkwijk. De club kwam uit in de Eerste divisie en eindigde daarin op de achtste plaats. Tevens deed de club mee aan het toernooi om de KNVB beker, hierin werd in de kwartfinale verloren van Ajax (0–1).

## Wedstrijdstatistieken

### Eerste divisie
|       | AZ '67 | Blauw-Wit | FC Den Bosch '67 | SC Cambuur | Eindhoven | D.F.C. | Haarlem | Heracles | Holland Sport | HVC   | RBC   | RCH   | SVV   | Velox | Vitesse | De Volewijckers | FC VVV | Willem II |
| ----- | ------ | --------- | ---------------- | ---------- | --------- | ------ | ------- | -------- | ------------- | ----- | ----- | ----- | ----- | ----- | ------- | --------------- | ------ | --------- |
| Thuis | 1 – 0  | 1 – 1     | 1 – 2            | 2 – 0      | 1 – 1     | 4 – 2  | 2 – 2   | 1 – 0    | 1 – 0         | 1 – 2 | 2 – 0 | 2 – 2 | 3 – 2 | 1 – 1 | 3 – 3   | 1 – 0           | 2 – 0  | 1 – 2     |
| Uit   | 2 – 2  | 2 – 2     | 1 – 1            | 2 – 1      | 2 – 4     | 2 – 2  | 1 – 1   | 3 – 1    | 2 – 1         | 2 – 2 | 2 – 1 | 0 – 0 | 2 – 3 | 0 – 0 | 3 – 3   | 3 – 1           | 3 – 2  | 1 – 2     |

### KNVB beker
| Groepsfase                                            | Elinkwijk                                                                | 5 – 1 (2 – 1) | Hilversum           |
| 31 december 1967 Plaats: Utrecht Amsterdamsestraatweg | Leen van de Merkt 3', 50' Jan Blaauw –' (pen.) Bob Westra 65', –'        |               | 22' Hans Vlietman   |
| Groepsfase                                            | Elinkwijk                                                                | 4 – 0 (1 – 0) | DOS                 |
| 25 februari 1968 Plaats: Utrecht Amsterdamsestraatweg | Joop Oomens 36' Theo Netten 75' Jan Blaauw –' (pen.) Ben Aarts –' (e.d.) |               |                     |
| Groepsfase                                            | Velox                                                                    | 0 – 0         | Elinkwijk           |
| 24 maart 1968 Plaats: Utrecht Galgenwaard             |                                                                          |               |                     |
| 2e ronde                                              | Elinkwijk                                                                | 2 – 1 (2 – 0) | MVV                 |
| 28 april 1968 Plaats: Utrecht Amsterdamsestraatweg    | Leen van de Merkt 28' Bert Teunissen 37'                                 |               | 52' François Herben |
| Kwartfinale                                           | Ajax                                                                     | 1 – 0 (0 – 0) | Elinkwijk           |
| 14 mei 1968 Plaats: Amsterdam De Meer                 | Klaas Nuninga 63'                                                        |               |                     |

## Statistieken Elinkwijk 1967/1968

### Eindstand Elinkwijk in de Nederlandse Eerste divisie 1967 / 1968
| Stand | Gespeeld | Gewonnen | Gelijk | Verloren | Punten | Doelpunten voor | Doelpunten tegen |
| ----- | -------- | -------- | ------ | -------- | ------ | --------------- | ---------------- |
| 8e    | 36       | 12       | 15     | 9        | 39     | 59              | 53               |

### Topscorers
| #      | Naam              | Goal |
| ------ | ----------------- | ---- |
| 1.     | Joop Oomens       | 13   |
| 2.     | Theo Netten       | 10   |
| 2.     | Dick Teunissen    | 10   |
| 4.     | Leen van de Merkt | 8    |
| 5.     | Bob Westra        | 6    |
| 6.     | Chris Lefering    | 5    |
| 7.     | Jan Blaauw        | 4    |
| 8.     | Loek Cohen        | 2    |
| 9.     | Fred Kool         | 1    |
| Totaal | Totaal            | 59   |

| #              | Naam              | Goal |
| -------------- | ----------------- | ---- |
| 1.             | Leen van de Merkt | 3    |
| 2.             | Jan Blaauw        | 2    |
| 2.             | Bob Westra        | 2    |
| 4.             | Theo Netten       | 1    |
| 4.             | Joop Oomens       | 1    |
| 4.             | Bert Teunissen    | 1    |
| Eigen doelpunt |                   |      |
| –              | Ben Aarts (DOS)   | 1    |
| Totaal         | Totaal            | 11   |

## Voetnoten
AZ '67 ·
Blauw-Wit ·
Cambuur ·
FC Den Bosch '67 ·
D.F.C. ·
Elinkwijk ·
Eindhoven ·
Haarlem ·
Heracles ·
Holland Sport ·
HVC ·
RBC ·
RCH ·
SVV ·
Velox ·
Vitesse ·
De Volewijckers ·
FC VVV ·
Willem II